# 부커상
부커상(영어: Booker Prize)은 영국에서 출판된 영어 소설을 대상으로 그 해 최고 소설을 가려내는 영국의 문학상으로서, 전세계적으로 권위를 인정받고 있다. 처음 시작할 때부터 영국 연방과 아일랜드, 짐바브웨 국적의 작가만을 대상으로 했으나, 2013년부터는 작가의 국적과 상관없이 영국에서 출간된 모든 영어 소설로 대상을 확대했다. 2005년부터는 맨부커 국제상(Man Booker International Prize)이 추가로 만들어졌다. 한국인 수상자로는 2016년 5월 16일(현지시간) 소설 《채식주의자(The Vegetarian)》의 작가 한강이 맨부커 국제상을 수상하였다.

## 역사
출판과 독서증진을 위한 독립기금인 북 트러스트(Book Trust)의 후원을 받아 부커 그룹(Booker Group)의 주관으로 운영되고 있다. 부커상의 주관사인 부커 그룹은 1835년 설립된 영국의 종합물류유통회사로서 설탕 사업, 슈퍼마켓 사업 등을 하는데, 1964년 문학관련 사업에 참여한 것이 계기가 되어 1968년부터 부커상을 제정, 시행해 오고 있다.
이 상은 영어권 출판업자들의 추천을 받은 소설작품을 후보작으로 하여 신망받는 평론가와 소설가, 학자들로 구성된 심사위원회에서 수상작을 선정한다. 부커상 후보에 오른 작가들에게는 그들 작품의 특별판을 제작해주고 상금을 제공하며 최종 수상자는 상금과 함께 국제적인 명성을 보증받는다.
한편 부커상은 일반인들의 관심을 넓히고 직접적인 참여의 기회를 주기 위해 심사위원들에 의한 부커상 선정과는 별개로 일반 독자들이 뽑는 피플스 부커(People's Booker)를 1999년에 제정하였다. 부커상 후보를 대상으로 일반인들이 인터넷 투표를 통해 선정하게 된다.

## 수상자 목록
| 연도                                                     | 작가                  | 제목                                             | 한국 출판사                                | Chair                 | 심사위원                                                                              |
| -------------------------------------------------------- | --------------------- | ------------------------------------------------ | ------------------------------------------ | --------------------- | ------------------------------------------------------------------------------------- |
| 1969                                                     | P. H. 뉴비            | 《Something to Answer For》                      |                                            |                       | - 데이비드 패러 - 프랭크 커모드 - 스티븐 스펜더 - 리베카 웨스트 - W. L. 웨브          |
| 1969                                                     | 배리 잉글랜드         | 《Figures in a Landscape》                       |                                            |                       | - 데이비드 패러 - 프랭크 커모드 - 스티븐 스펜더 - 리베카 웨스트 - W. L. 웨브          |
| 1969                                                     | 니컬러스 모즐리       | 《The Impossible Object》                        |                                            |                       | - 데이비드 패러 - 프랭크 커모드 - 스티븐 스펜더 - 리베카 웨스트 - W. L. 웨브          |
| 1969                                                     | 아이리스 머독         | 《The Nice and the Good》                        |                                            |                       | - 데이비드 패러 - 프랭크 커모드 - 스티븐 스펜더 - 리베카 웨스트 - W. L. 웨브          |
| 1969                                                     | 뮤리얼 스파크         | 《The Public Image》                             |                                            |                       | - 데이비드 패러 - 프랭크 커모드 - 스티븐 스펜더 - 리베카 웨스트 - W. L. 웨브          |
| 1969                                                     | 고든 윌리엄스         | 《From Scenes Like These》                       |                                            |                       | - 데이비드 패러 - 프랭크 커모드 - 스티븐 스펜더 - 리베카 웨스트 - W. L. 웨브          |
| 1970                                                     | 버니스 루번스         | 《The Elected Member》                           |                                            |                       | - 앤토니아 프레이저 - 로스 히긴스 - 리처드 호거트 - 리베카 웨스트 - 데이비드 홀러웨이 |
| 1970                                                     | A L 바커              | 《John Brown's Body》                            |                                            |                       | - 앤토니아 프레이저 - 로스 히긴스 - 리처드 호거트 - 리베카 웨스트 - 데이비드 홀러웨이 |
| 1970                                                     | 엘리자베스 보언       | 《Eva Trout》                                    |                                            |                       | - 앤토니아 프레이저 - 로스 히긴스 - 리처드 호거트 - 리베카 웨스트 - 데이비드 홀러웨이 |
| 1970                                                     | 아이리스 머독         | 《브루노의 꿈》                                  |                                            |                       | - 앤토니아 프레이저 - 로스 히긴스 - 리처드 호거트 - 리베카 웨스트 - 데이비드 홀러웨이 |
| 1970                                                     | 윌리엄 트레버         | 《Mrs Eckdorf in O'Neill's Hotel》               |                                            |                       | - 앤토니아 프레이저 - 로스 히긴스 - 리처드 호거트 - 리베카 웨스트 - 데이비드 홀러웨이 |
| 1970                                                     | 테런스 휠러           | 《The Conjunction》                              |                                            |                       | - 앤토니아 프레이저 - 로스 히긴스 - 리처드 호거트 - 리베카 웨스트 - 데이비드 홀러웨이 |
| 1970 Awarded in 2010 as the Lost Man Booker PrizeNote #A | 제임스 고든 파렐      | 《Troubles》                                     |                                            |                       | - 레이철 쿡 - 케이티 더럼 - 토바이어스 힐                                             |
| 1970 Awarded in 2010 as the Lost Man Booker PrizeNote #A | 니나 보든             | 《나무에 앉은 새》                               |                                            |                       | - 레이철 쿡 - 케이티 더럼 - 토바이어스 힐                                             |
| 1970 Awarded in 2010 as the Lost Man Booker PrizeNote #A | 셜리 해저드           | 《The Bay of Noon》                              |                                            |                       | - 레이철 쿡 - 케이티 더럼 - 토바이어스 힐                                             |
| 1970 Awarded in 2010 as the Lost Man Booker PrizeNote #A | 메리 르노             | 《Fire From Heaven》                             |                                            |                       | - 레이철 쿡 - 케이티 더럼 - 토바이어스 힐                                             |
| 1970 Awarded in 2010 as the Lost Man Booker PrizeNote #A | 뮤리얼 스파크         | 《The Driver's Seat》                            |                                            |                       | - 레이철 쿡 - 케이티 더럼 - 토바이어스 힐                                             |
| 1970 Awarded in 2010 as the Lost Man Booker PrizeNote #A | 패트릭 화이트         | 《The Vivisector》                               |                                            |                       | - 레이철 쿡 - 케이티 더럼 - 토바이어스 힐                                             |
| 1971                                                     | V. S. 나이폴          | 《자유 국가에서》                                | 문학세계사(1996) 민음사(2021)              | 존 그로스             | - 솔 벨로 - 존 파울스 - 앤토니아 프레이저 - 필립 토인비                               |
| 1971                                                     | 토머스 킬로이         | 《The Big Chapel》                               |                                            | 존 그로스             | - 솔 벨로 - 존 파울스 - 앤토니아 프레이저 - 필립 토인비                               |
| 1971                                                     | 도리스 레싱           | 《Briefing for a Descent into Hell》             |                                            | 존 그로스             | - 솔 벨로 - 존 파울스 - 앤토니아 프레이저 - 필립 토인비                               |
| 1971                                                     | 모데카이 리츨러       | 《St Urbain's Horseman》                         |                                            | 존 그로스             | - 솔 벨로 - 존 파울스 - 앤토니아 프레이저 - 필립 토인비                               |
| 1971                                                     | 데릭 로빈슨           | 《Goshawk Squadron》                             |                                            | 존 그로스             | - 솔 벨로 - 존 파울스 - 앤토니아 프레이저 - 필립 토인비                               |
| 1971                                                     | 엘리자베스 테일러     | 《Mrs. Palfrey at the Claremont》                |                                            | 존 그로스             | - 솔 벨로 - 존 파울스 - 앤토니아 프레이저 - 필립 토인비                               |
| 1972                                                     | 존 버거               | 《G.》                                           | 열화당(2008)                               | 시릴 코널리           | - 조지 스타이너 - 엘리자베스 보언                                                     |
| 1972                                                     | 수전 힐               | 《밤의 새》                                      |                                            | 시릴 코널리           | - 조지 스타이너 - 엘리자베스 보언                                                     |
| 1972                                                     | 토머스 케닐리         | 《The Chant of Jimmie Blacksmith》               |                                            | 시릴 코널리           | - 조지 스타이너 - 엘리자베스 보언                                                     |
| 1972                                                     | 데이비드 스토리       | 《Pasmore》                                      |                                            | 시릴 코널리           | - 조지 스타이너 - 엘리자베스 보언                                                     |
| 1973                                                     | 제임스 고든 파렐      | 《The Siege of Krishnapur》                      |                                            | 칼 밀러               | - 에드나 오브라이언 - 메리 매카시                                                     |
| 1973                                                     | 베릴 베인브리지       | 《재봉사》                                       |                                            | 칼 밀러               | - 에드나 오브라이언 - 메리 매카시                                                     |
| 1973                                                     | 엘리자베스 메이버     | 《The Green Equinox》                            |                                            | 칼 밀러               | - 에드나 오브라이언 - 메리 매카시                                                     |
| 1973                                                     | 아이리스 머독         | 《검은 왕자》                                    |                                            | 칼 밀러               | - 에드나 오브라이언 - 메리 매카시                                                     |
| 1974                                                     | 네이딘 고디머         | 《보호주의자》                                   | 벽호(1987) 한웅출판(1991) 하서출판사(1991) | 이온 트레윈           | - A. S. 바이엇 - 엘리자베스 제인 하워드                                               |
| 1974                                                     | 스탠리 미들턴         | 《Holiday》                                      |                                            | 이온 트레윈           | - A. S. 바이엇 - 엘리자베스 제인 하워드                                               |
| 1974                                                     | 킹즐리 에이미스       | 《Ending Up》                                    |                                            | 이온 트레윈           | - A. S. 바이엇 - 엘리자베스 제인 하워드                                               |
| 1974                                                     | 베릴 베인브리지       | 《포도주병 공장 야유회》                         | 꿈꾼문고(2019)                             | 이온 트레윈           | - A. S. 바이엇 - 엘리자베스 제인 하워드                                               |
| 1974                                                     | C. P. 스노            | 《In Their Wisdom》                              |                                            | 이온 트레윈           | - A. S. 바이엇 - 엘리자베스 제인 하워드                                               |
| 1975                                                     | 루스 프라워 자브발라  | 《Heat and Dust》                                |                                            | 앵거스 윌슨           | - 피터 애크로이드 - 수전 힐 - 로이 풀러                                               |
| 1975                                                     | 토머스 케닐리         | 《Gossip from the Forest》                       |                                            | 앵거스 윌슨           | - 피터 애크로이드 - 수전 힐 - 로이 풀러                                               |
| 1976                                                     | 데이비드 스토리       | 《Saville》                                      |                                            | 월터 앨런             | - 메리 윌슨 - 프랜시스 킹                                                             |
| 1976                                                     | 안드레 브린크         | 《An Instant in the Wind》                       |                                            | 월터 앨런             | - 메리 윌슨 - 프랜시스 킹                                                             |
| 1976                                                     | R. C. 허친슨          | 《Rising》                                       |                                            | 월터 앨런             | - 메리 윌슨 - 프랜시스 킹                                                             |
| 1976                                                     | 브라이언 무어         | 《The Doctor's Wife》                            |                                            | 월터 앨런             | - 메리 윌슨 - 프랜시스 킹                                                             |
| 1976                                                     | 줄리언 래스본         | 《King Fisher Lives》                            |                                            | 월터 앨런             | - 메리 윌슨 - 프랜시스 킹                                                             |
| 1976                                                     | 윌리엄 트레버         | 《The Children of Dynmouth》                     |                                            | 월터 앨런             | - 메리 윌슨 - 프랜시스 킹                                                             |
| 1977                                                     | 폴 스콧               | 《Staying On》                                   |                                            | 필립 라킨             | - 베릴 베인브리지 - 브렌던 길 - 데이비드 휴스 - 로빈 레이                             |
| 1977                                                     | 폴 베일리             | 《Peter Smart's Confessions》                    |                                            | 필립 라킨             | - 베릴 베인브리지 - 브렌던 길 - 데이비드 휴스 - 로빈 레이                             |
| 1977                                                     | 캐럴라인 블랙우드     | 《Great Granny Webster》                         |                                            | 필립 라킨             | - 베릴 베인브리지 - 브렌던 길 - 데이비드 휴스 - 로빈 레이                             |
| 1977                                                     | 제니퍼 존스턴         | 《Shadows on our Skin》                          |                                            | 필립 라킨             | - 베릴 베인브리지 - 브렌던 길 - 데이비드 휴스 - 로빈 레이                             |
| 1977                                                     | 퍼넬러피 라이블리     | 《리치필드로 가는 길》                           |                                            | 필립 라킨             | - 베릴 베인브리지 - 브렌던 길 - 데이비드 휴스 - 로빈 레이                             |
| 1977                                                     | 바바라 핌             | 《가을 사중주》                                  |                                            | 필립 라킨             | - 베릴 베인브리지 - 브렌던 길 - 데이비드 휴스 - 로빈 레이                             |
| 1978                                                     | 아이리스 머독         | 《바다여 바다여》                                | 민음사(2010) 문예출판사(2007, 2013)        | 앨프리드 에이어 경    | - 더웬트 메이 - P. H. 뉴비 - 앤절라 후스 - 클레어 보일런                              |
| 1978                                                     | 킹즐리 에이미스       | 《Jake's Thing》                                 |                                            | 앨프리드 에이어 경    | - 더웬트 메이 - P. H. 뉴비 - 앤절라 후스 - 클레어 보일런                              |
| 1978                                                     | 안드레 브린크         | 《Rumours of Rain》                              |                                            | 앨프리드 에이어 경    | - 더웬트 메이 - P. H. 뉴비 - 앤절라 후스 - 클레어 보일런                              |
| 1978                                                     | 퍼넬러피 피츠제럴드   | 《The Bookshop》                                 |                                            | 앨프리드 에이어 경    | - 더웬트 메이 - P. H. 뉴비 - 앤절라 후스 - 클레어 보일런                              |
| 1978                                                     | 제인 가담             | 《God on the Rocks》                             |                                            | 앨프리드 에이어 경    | - 더웬트 메이 - P. H. 뉴비 - 앤절라 후스 - 클레어 보일런                              |
| 1978                                                     | 버니스 루번스         | 《A Five-Year Sentence》                         |                                            | 앨프리드 에이어 경    | - 더웬트 메이 - P. H. 뉴비 - 앤절라 후스 - 클레어 보일런                              |
| 1979                                                     | 퍼넬러피 피츠제럴드   | 《Offshore》                                     |                                            | 에이사 브리그스 경    | - 베니 그린 - 마이클 랫클리프 - 힐러리 스펄링 - 폴 서로                               |
| 1979                                                     | 토머스 케닐리         | 《Confederates》                                 |                                            | 에이사 브리그스 경    | - 베니 그린 - 마이클 랫클리프 - 힐러리 스펄링 - 폴 서로                               |
| 1979                                                     | V. S. 나이폴          | 《강의 만곡》                                    |                                            | 에이사 브리그스 경    | - 베니 그린 - 마이클 랫클리프 - 힐러리 스펄링 - 폴 서로                               |
| 1979                                                     | 줄리언 래스본         | 《Joseph》                                       |                                            | 에이사 브리그스 경    | - 베니 그린 - 마이클 랫클리프 - 힐러리 스펄링 - 폴 서로                               |
| 1979                                                     | 페이 웰던             | 《Praxis》                                       |                                            | 에이사 브리그스 경    | - 베니 그린 - 마이클 랫클리프 - 힐러리 스펄링 - 폴 서로                               |
| 1980                                                     | 윌리엄 골딩           | 《Rites of Passage》                             |                                            | 데이비드 데이치스     | - 로널드 블라이드 - 마거릿 포스터 - 클레어 토말린 - 브라이언 웨넘                     |
| 1980                                                     | 앤서니 버지스         | 《Earthly Powers》                               |                                            | 데이비드 데이치스     | - 로널드 블라이드 - 마거릿 포스터 - 클레어 토말린 - 브라이언 웨넘                     |
| 1980                                                     | 아니타 데사이         | 《Clear Light of Day》                           |                                            | 데이비드 데이치스     | - 로널드 블라이드 - 마거릿 포스터 - 클레어 토말린 - 브라이언 웨넘                     |
| 1980                                                     | 앨리스 먼로           | 《거지 소녀》                                    | 문학동네(2019)                             | 데이비드 데이치스     | - 로널드 블라이드 - 마거릿 포스터 - 클레어 토말린 - 브라이언 웨넘                     |
| 1980                                                     | 줄리아 오파올레인     | 《No Country for Young Men》                     |                                            | 데이비드 데이치스     | - 로널드 블라이드 - 마거릿 포스터 - 클레어 토말린 - 브라이언 웨넘                     |
| 1980                                                     | 배리 언즈워스         | 《Pascali's Island》                             |                                            | 데이비드 데이치스     | - 로널드 블라이드 - 마거릿 포스터 - 클레어 토말린 - 브라이언 웨넘                     |
| 1980                                                     | J. L. 카              | 《A Month in the Country》                       |                                            | 데이비드 데이치스     | - 로널드 블라이드 - 마거릿 포스터 - 클레어 토말린 - 브라이언 웨넘                     |
| 1981                                                     | 살만 루슈디           | 《한밤의 아이들》                                | 하서출판사(1989) 문학동네(2011)            | 맬컴 브래드버리 교수  | - 브라이언 올디스 - 조앤 베이크웰 - 새뮤얼 하인스 - 허마이어니 리                     |
| 1981                                                     | 몰리 킨               | 《Good Behaviour》                               |                                            | 맬컴 브래드버리 교수  | - 브라이언 올디스 - 조앤 베이크웰 - 새뮤얼 하인스 - 허마이어니 리                     |
| 1981                                                     | 도리스 레싱           | 《The Sirian Experiments》                       |                                            | 맬컴 브래드버리 교수  | - 브라이언 올디스 - 조앤 베이크웰 - 새뮤얼 하인스 - 허마이어니 리                     |
| 1981                                                     | 이언 매큐언           | 《The Comfort of Strangers》                     |                                            | 맬컴 브래드버리 교수  | - 브라이언 올디스 - 조앤 베이크웰 - 새뮤얼 하인스 - 허마이어니 리                     |
| 1981                                                     | 앤 슐리               | 《Rhine Journey》                                |                                            | 맬컴 브래드버리 교수  | - 브라이언 올디스 - 조앤 베이크웰 - 새뮤얼 하인스 - 허마이어니 리                     |
| 1981                                                     | 뮤리얼 스파크         | 《의도를 갖고 어슬렁거림》                       |                                            | 맬컴 브래드버리 교수  | - 브라이언 올디스 - 조앤 베이크웰 - 새뮤얼 하인스 - 허마이어니 리                     |
| 1981                                                     | D. M. 토머스          | 《The White Hotel》                              |                                            | 맬컴 브래드버리 교수  | - 브라이언 올디스 - 조앤 베이크웰 - 새뮤얼 하인스 - 허마이어니 리                     |
| 1982                                                     | 토머스 케닐리         | 《쉰들러의 방주》                                |                                            | 존 케리               | - 폴 베일리 - 프랭크 덜레이니 - 재닛 모건 - 로나 세이지                               |
| 1982                                                     | 존 아든               | 《Silence Among the Weapons》                    |                                            | 존 케리               | - 폴 베일리 - 프랭크 덜레이니 - 재닛 모건 - 로나 세이지                               |
| 1982                                                     | 윌리엄 보이드         | 《An Ice-Cream War》                             |                                            | 존 케리               | - 폴 베일리 - 프랭크 덜레이니 - 재닛 모건 - 로나 세이지                               |
| 1982                                                     | 로런스 더럴           | 《Constance or Solitary Practices》              |                                            | 존 케리               | - 폴 베일리 - 프랭크 덜레이니 - 재닛 모건 - 로나 세이지                               |
| 1982                                                     | 앨리스 토머스 엘리스  | 《The 27th Kingdom》                             |                                            | 존 케리               | - 폴 베일리 - 프랭크 덜레이니 - 재닛 모건 - 로나 세이지                               |
| 1982                                                     | 티머시 모             | 《Sour Sweet》                                   |                                            | 존 케리               | - 폴 베일리 - 프랭크 덜레이니 - 재닛 모건 - 로나 세이지                               |
| 1983                                                     | 존 맥스웰 쿳시        | 《마이클 K》 《마이클 K의 삶과 시대》            | 들녘(2004) 문학동네(2021)                  | 페이 웰던             | - 앤절라 카터 - 테런스 킬마틴 - 피터 포터 - 리비 퍼브스                               |
| 1983                                                     | 맬컴 브래드버리       | 《Rates of Exchange》                            |                                            | 페이 웰던             | - 앤절라 카터 - 테런스 킬마틴 - 피터 포터 - 리비 퍼브스                               |
| 1983                                                     | 존 풀러               | 《Flying to Nowhere》                            |                                            | 페이 웰던             | - 앤절라 카터 - 테런스 킬마틴 - 피터 포터 - 리비 퍼브스                               |
| 1983                                                     | 애니타 메이슨         | 《The Illusionist》                              |                                            | 페이 웰던             | - 앤절라 카터 - 테런스 킬마틴 - 피터 포터 - 리비 퍼브스                               |
| 1983                                                     | 살만 루슈디           | 《수치》                                         | 열린책들(2011)                             | 페이 웰던             | - 앤절라 카터 - 테런스 킬마틴 - 피터 포터 - 리비 퍼브스                               |
| 1983                                                     | 그레이엄 스위프트     | 《워터랜드》                                     |                                            | 페이 웰던             | - 앤절라 카터 - 테런스 킬마틴 - 피터 포터 - 리비 퍼브스                               |
| 1984                                                     | 애니타 브루크너       | 《호텔 뒤락》                                    | 문학동네(2011)                             | 리처드 코프           | - 앤서니 커티스 - 폴리 데블린 - 존 풀러 - 테드 롤런즈                                 |
| 1984                                                     | J. G. 밸러드          | 《태양의 제국》                                  |                                            | 리처드 코프           | - 앤서니 커티스 - 폴리 데블린 - 존 풀러 - 테드 롤런즈                                 |
| 1984                                                     | 줄리언 반스           | 《플로베르의 앵무새》                            | 열린책들(2009)                             | 리처드 코프           | - 앤서니 커티스 - 폴리 데블린 - 존 풀러 - 테드 롤런즈                                 |
| 1984                                                     | 아니타 데사이         | 《In Custody》                                   |                                            | 리처드 코프           | - 앤서니 커티스 - 폴리 데블린 - 존 풀러 - 테드 롤런즈                                 |
| 1984                                                     | 퍼넬러피 라이블리     | 《According to Mark》                            |                                            | 리처드 코프           | - 앤서니 커티스 - 폴리 데블린 - 존 풀러 - 테드 롤런즈                                 |
| 1984                                                     | 데이비드 로지         | 《Small World》                                  |                                            | 리처드 코프           | - 앤서니 커티스 - 폴리 데블린 - 존 풀러 - 테드 롤런즈                                 |
| 1985                                                     | 케리 흄               | 《The Bone People》                              |                                            | 노먼 세인트존스티버스 | - 니나 보든 - J. W. 램버트 - 조애나 럼리 - 마리나 워너                                |
| 1985                                                     | 피터 케리             | 《Illywhacker》                                  |                                            | 노먼 세인트존스티버스 | - 니나 보든 - J. W. 램버트 - 조애나 럼리 - 마리나 워너                                |
| 1985                                                     | J. L. 카              | 《The Battle of Pollocks Crossing》              |                                            | 노먼 세인트존스티버스 | - 니나 보든 - J. W. 램버트 - 조애나 럼리 - 마리나 워너                                |
| 1985                                                     | 도리스 레싱           | 《The Good Terrorist》                           |                                            | 노먼 세인트존스티버스 | - 니나 보든 - J. W. 램버트 - 조애나 럼리 - 마리나 워너                                |
| 1985                                                     | 잰 모리스             | 《Last Letters from Hav》                        |                                            | 노먼 세인트존스티버스 | - 니나 보든 - J. W. 램버트 - 조애나 럼리 - 마리나 워너                                |
| 1985                                                     | 아이리스 머독         | 《The Good Apprentice》                          |                                            | 노먼 세인트존스티버스 | - 니나 보든 - J. W. 램버트 - 조애나 럼리 - 마리나 워너                                |
| 1986                                                     | 킹즐리 에이미스       | 《The Old Devils》                               |                                            | 앤서니 스웨이트       | - 에드나 힐리 - 이저벨 퀴글리 - 질리언 레이놀즈 - 버니스 루번스                       |
| 1986                                                     | 마거릿 애트우드       | 《시녀 이야기》                                  | 문학사상사(1990) 황금가지(2002, 2017)      | 앤서니 스웨이트       | - 에드나 힐리 - 이저벨 퀴글리 - 질리언 레이놀즈 - 버니스 루번스                       |
| 1986                                                     | 폴 베일리             | 《Gabriel's Lament》                             |                                            | 앤서니 스웨이트       | - 에드나 힐리 - 이저벨 퀴글리 - 질리언 레이놀즈 - 버니스 루번스                       |
| 1986                                                     | 로버트슨 데이비스     | 《What's Bred in the Bone》                      |                                            | 앤서니 스웨이트       | - 에드나 힐리 - 이저벨 퀴글리 - 질리언 레이놀즈 - 버니스 루번스                       |
| 1986                                                     | 가즈오 이시구로       | 《부유하는 세상의 화가》                         | 민음사(2015)                               | 앤서니 스웨이트       | - 에드나 힐리 - 이저벨 퀴글리 - 질리언 레이놀즈 - 버니스 루번스                       |
| 1986                                                     | 티머시 모             | 《An Insular Possession》                        |                                            | 앤서니 스웨이트       | - 에드나 힐리 - 이저벨 퀴글리 - 질리언 레이놀즈 - 버니스 루번스                       |
| 1987                                                     | 퍼넬러피 라이블리     | 《문타이거》                                     | 솔출판사(2011)                             | P. D. 제임스          | - 셀리나 헤이스팅스 - 앨런 매시 - 트레버 맥도널드 - 존 B. 톰슨                        |
| 1987                                                     | 치누아 아체베         | 《사바나의 개미 언덕》                           | 민음사(2015)                               | P. D. 제임스          | - 셀리나 헤이스팅스 - 앨런 매시 - 트레버 맥도널드 - 존 B. 톰슨                        |
| 1987                                                     | 피터 애크로이드       | 《어느 시인의 죽음》                             | 프레스21(1998)                             | P. D. 제임스          | - 셀리나 헤이스팅스 - 앨런 매시 - 트레버 맥도널드 - 존 B. 톰슨                        |
| 1987                                                     | 니나 보든             | 《Circles of Deceit》                            |                                            | P. D. 제임스          | - 셀리나 헤이스팅스 - 앨런 매시 - 트레버 맥도널드 - 존 B. 톰슨                        |
| 1987                                                     | 브라이언 무어         | 《The Colour of Blood》                          |                                            | P. D. 제임스          | - 셀리나 헤이스팅스 - 앨런 매시 - 트레버 맥도널드 - 존 B. 톰슨                        |
| 1987                                                     | 아이리스 머독         | 《The Book and the Brotherhood》                 |                                            | P. D. 제임스          | - 셀리나 헤이스팅스 - 앨런 매시 - 트레버 맥도널드 - 존 B. 톰슨                        |
| 1988                                                     | 피터 케리             | 《Oscar and Lucinda》                            |                                            | 마이클 풋             | - 서배스천 포크스 - 필립 프렌치 - 블레이크 모리슨 - 로즈 트러메인                     |
| 1988                                                     | 브루스 챗윈           | 《Utz》                                          |                                            | 마이클 풋             | - 서배스천 포크스 - 필립 프렌치 - 블레이크 모리슨 - 로즈 트러메인                     |
| 1988                                                     | 퍼넬러피 피츠제럴드   | 《The Beginning of Spring》                      |                                            | 마이클 풋             | - 서배스천 포크스 - 필립 프렌치 - 블레이크 모리슨 - 로즈 트러메인                     |
| 1988                                                     | 데이비드 로지         | 《Nice Work》                                    |                                            | 마이클 풋             | - 서배스천 포크스 - 필립 프렌치 - 블레이크 모리슨 - 로즈 트러메인                     |
| 1988                                                     | 살만 루슈디           | 《악마의 시》                                    | 문학세계사(2001, 2009)                     | 마이클 풋             | - 서배스천 포크스 - 필립 프렌치 - 블레이크 모리슨 - 로즈 트러메인                     |
| 1988                                                     | 마리나 워너           | 《The Lost Father》                              |                                            | 마이클 풋             | - 서배스천 포크스 - 필립 프렌치 - 블레이크 모리슨 - 로즈 트러메인                     |
| 1989                                                     | 가즈오 이시구로       | 《남아 있는 나날》                               | 세종서적(1994) 민음사(2009, 2010)          | 데이비드 로지         | - 매기 지 - 헬렌 맥닐 - 데이비드 프러퓨모 - 에드먼드 화이트                           |
| 1989                                                     | 마거릿 애트우드       | 《고양이 눈》                                    | 예하(1992) 민음사(2007, 2010)              | 데이비드 로지         | - 매기 지 - 헬렌 맥닐 - 데이비드 프러퓨모 - 에드먼드 화이트                           |
| 1989                                                     | 존 밴빌               | 《증거의 책》                                    |                                            | 데이비드 로지         | - 매기 지 - 헬렌 맥닐 - 데이비드 프러퓨모 - 에드먼드 화이트                           |
| 1989                                                     | 시빌 베드퍼드         | 《Jigsaw》                                       |                                            | 데이비드 로지         | - 매기 지 - 헬렌 맥닐 - 데이비드 프러퓨모 - 에드먼드 화이트                           |
| 1989                                                     | 제임스 켈먼           | 《A Disaffection》                               |                                            | 데이비드 로지         | - 매기 지 - 헬렌 맥닐 - 데이비드 프러퓨모 - 에드먼드 화이트                           |
| 1989                                                     | 로즈 트러메인         | 《Restoration》                                  |                                            | 데이비드 로지         | - 매기 지 - 헬렌 맥닐 - 데이비드 프러퓨모 - 에드먼드 화이트                           |
| 1990                                                     | A. S. 바이엇          | 《소유》                                         | 두산동아(1993) 미래사(2003) 열린책들(2010) | 데니스 포먼 경        | - 수재나 클랩 - A. 월턴 리츠 - 힐러리 맨틀 - 케이트 손더스                            |
| 1990                                                     | 베릴 베인브리지       | 《끔찍이 대단한 사건》                           |                                            | 데니스 포먼 경        | - 수재나 클랩 - A. 월턴 리츠 - 힐러리 맨틀 - 케이트 손더스                            |
| 1990                                                     | 퍼넬러피 피츠제럴드   | 《The Gate of Angels》                           |                                            | 데니스 포먼 경        | - 수재나 클랩 - A. 월턴 리츠 - 힐러리 맨틀 - 케이트 손더스                            |
| 1990                                                     | 존 맥가헌             | 《Amongst Women》                                |                                            | 데니스 포먼 경        | - 수재나 클랩 - A. 월턴 리츠 - 힐러리 맨틀 - 케이트 손더스                            |
| 1990                                                     | 브라이언 무어         | 《Lies of Silence》                              |                                            | 데니스 포먼 경        | - 수재나 클랩 - A. 월턴 리츠 - 힐러리 맨틀 - 케이트 손더스                            |
| 1990                                                     | 모데카이 리츨러       | 《Solomon Gursky Was Here》                      |                                            | 데니스 포먼 경        | - 수재나 클랩 - A. 월턴 리츠 - 힐러리 맨틀 - 케이트 손더스                            |
| 1991                                                     | 벤 오크리             | 《굶주린 길》                                    | 문학과지성사(2014)                         | 제레미 트레글라운     | - 퍼넬러피 피츠제럴드 - 조너선 키츠 - 니컬러스 모즐리 - 앤 슐리                       |
| 1991                                                     | 마틴 에이미스         | 《시간의 화살》                                  |                                            | 제레미 트레글라운     | - 퍼넬러피 피츠제럴드 - 조너선 키츠 - 니컬러스 모즐리 - 앤 슐리                       |
| 1991                                                     | 로디 도일             | 《The Van》                                      |                                            | 제레미 트레글라운     | - 퍼넬러피 피츠제럴드 - 조너선 키츠 - 니컬러스 모즐리 - 앤 슐리                       |
| 1991                                                     | 로힌턴 미스트리       | 《그토록 먼 여행》                               | 도서출판 아시아(2012)                      | 제레미 트레글라운     | - 퍼넬러피 피츠제럴드 - 조너선 키츠 - 니컬러스 모즐리 - 앤 슐리                       |
| 1991                                                     | 티머시 모             | 《The Redundancy of Courage》                    |                                            | 제레미 트레글라운     | - 퍼넬러피 피츠제럴드 - 조너선 키츠 - 니컬러스 모즐리 - 앤 슐리                       |
| 1991                                                     | 윌리엄 트레버         | 《Reading Turgenev》                             |                                            | 제레미 트레글라운     | - 퍼넬러피 피츠제럴드 - 조너선 키츠 - 니컬러스 모즐리 - 앤 슐리                       |
| 1992                                                     | 마이클 온다치         | 《잉글리시 페이션트》                            | 그책(2018)                                 | 빅토리아 글렌디닝     | - 존 콜드스트림 - 밸런타인 커닝엄 - 해리엇 하비 우드 - 마크 로슨                      |
| 1992                                                     | 배리 언즈워스         | 《Sacred Hunger》                                |                                            | 빅토리아 글렌디닝     | - 존 콜드스트림 - 밸런타인 커닝엄 - 해리엇 하비 우드 - 마크 로슨                      |
| 1992                                                     | 크리스토퍼 호프       | 《Serenity House》                               |                                            | 빅토리아 글렌디닝     | - 존 콜드스트림 - 밸런타인 커닝엄 - 해리엇 하비 우드 - 마크 로슨                      |
| 1992                                                     | 패트릭 매케이브       | 《푸줏간 소년》                                  | 비채(2015)                                 | 빅토리아 글렌디닝     | - 존 콜드스트림 - 밸런타인 커닝엄 - 해리엇 하비 우드 - 마크 로슨                      |
| 1992                                                     | 이언 매큐언           | 《검은 개》                                      | 문학수첩(2019)                             | 빅토리아 글렌디닝     | - 존 콜드스트림 - 밸런타인 커닝엄 - 해리엇 하비 우드 - 마크 로슨                      |
| 1992                                                     | 미셸 로버츠           | 《Daughters of the House》                       |                                            | 빅토리아 글렌디닝     | - 존 콜드스트림 - 밸런타인 커닝엄 - 해리엇 하비 우드 - 마크 로슨                      |
| 1993                                                     | 로디 도일             | 《Paddy Clarke Ha Ha Ha》                        |                                            |                       | - 질리언 비어 - 앤 치점 - 니컬러스 클리 - 올리비에 토드                               |
| 1993                                                     | 티보르 피셔           | 《Under the Frog》                               |                                            |                       | - 질리언 비어 - 앤 치점 - 니컬러스 클리 - 올리비에 토드                               |
| 1993                                                     | 마이클 이그나티에프   | 《Scar Tissue》                                  |                                            |                       | - 질리언 비어 - 앤 치점 - 니컬러스 클리 - 올리비에 토드                               |
| 1993                                                     | 데이비드 말루프       | 《Remembering Babylon》                          |                                            |                       | - 질리언 비어 - 앤 치점 - 니컬러스 클리 - 올리비에 토드                               |
| 1993                                                     | 캐릴 필립스           | 《Crossing the River》                           |                                            |                       | - 질리언 비어 - 앤 치점 - 니컬러스 클리 - 올리비에 토드                               |
| 1993                                                     | 캐럴 실즈             | 《스톤 다이어리》                                | 소담출판사(1995) 비채(2015)                |                       | - 질리언 비어 - 앤 치점 - 니컬러스 클리 - 올리비에 토드                               |
| 1994                                                     | 제임스 켈먼           | 《How late it was, how late》                    |                                            | 존 베일리             | - Rabbi 줄리아 뉴버거 - 앨러스터 니븐 - 앨런 테일러 - 제임스 우드                     |
| 1994                                                     | 로메쉬 구네세케라     | 《Reef》                                         |                                            | 존 베일리             | - Rabbi 줄리아 뉴버거 - 앨러스터 니븐 - 앨런 테일러 - 제임스 우드                     |
| 1994                                                     | 압둘라자크 구르나     | 《낙원》                                         | 문학동네(2022)                             | 존 베일리             | - Rabbi 줄리아 뉴버거 - 앨러스터 니븐 - 앨런 테일러 - 제임스 우드                     |
| 1994                                                     | 앨런 홀링허스트       | 《폴딩 스타》                                    |                                            | 존 베일리             | - Rabbi 줄리아 뉴버거 - 앨러스터 니븐 - 앨런 테일러 - 제임스 우드                     |
| 1994                                                     | 조지 매케이 브라운    | 《Beside the Ocean of Time》                     |                                            | 존 베일리             | - Rabbi 줄리아 뉴버거 - 앨러스터 니븐 - 앨런 테일러 - 제임스 우드                     |
| 1994                                                     | 질 페이턴 월시        | 《Knowledge of Angels》                          |                                            | 존 베일리             | - Rabbi 줄리아 뉴버거 - 앨러스터 니븐 - 앨런 테일러 - 제임스 우드                     |
| 1995                                                     | 팻 바커               | 《The Ghost Road》                               |                                            | 조지 월든 MP          | - 케이트 켈러웨이 - 피터 켐프 - 애덤 마스존스 - 루스 렌들                             |
| 1995                                                     | 저스틴 카트라이트     | 《In Every Face I Meet》                         |                                            | 조지 월든 MP          | - 케이트 켈러웨이 - 피터 켐프 - 애덤 마스존스 - 루스 렌들                             |
| 1995                                                     | 살만 루슈디           | 《무어의 마지막 한숨》                           | 문학세계사(1996)                           | 조지 월든 MP          | - 케이트 켈러웨이 - 피터 켐프 - 애덤 마스존스 - 루스 렌들                             |
| 1995                                                     | 배리 언즈워스         | 《Morality Play》                                |                                            | 조지 월든 MP          | - 케이트 켈러웨이 - 피터 켐프 - 애덤 마스존스 - 루스 렌들                             |
| 1995                                                     | 팀 윈턴               | 《The Riders》                                   |                                            | 조지 월든 MP          | - 케이트 켈러웨이 - 피터 켐프 - 애덤 마스존스 - 루스 렌들                             |
| 1996                                                     | 그레이엄 스위프트     | 《마지막 청》                                    |                                            | 카르멘 캘릴           | - 조너선 코 - 이언 잭 - A. L. 케네디 - A. N. 윌슨                                     |
| 1996                                                     | 마거릿 애트우드       | 《그레이스》                                     | 민음사(2012)                               | 카르멘 캘릴           | - 조너선 코 - 이언 잭 - A. L. 케네디 - A. N. 윌슨                                     |
| 1996                                                     | 베릴 베인브리지       | 《할 수 있는 자가 구하라》                       |                                            | 카르멘 캘릴           | - 조너선 코 - 이언 잭 - A. L. 케네디 - A. N. 윌슨                                     |
| 1996                                                     | 셰이머스 딘           | 《Reading in the Dark》                          |                                            | 카르멘 캘릴           | - 조너선 코 - 이언 잭 - A. L. 케네디 - A. N. 윌슨                                     |
| 1996                                                     | 세나 맥케이           | 《The Orchard on Fire》                          |                                            | 카르멘 캘릴           | - 조너선 코 - 이언 잭 - A. L. 케네디 - A. N. 윌슨                                     |
| 1996                                                     | 로힌턴 미스트리       | 《적절한 균형》                                  | 도서출판 아시아(2009)                      | 카르멘 캘릴           | - 조너선 코 - 이언 잭 - A. L. 케네디 - A. N. 윌슨                                     |
| 1997                                                     | 아룬다티 로이         | 《작은 것들의 신》                               | 문이당(2006, 2010) 문학동네(2016)          | 질리언 비어           | - 레이철 빌링턴 - 제이슨 카울리 - 잰 댈리 - 댄 제이컵슨 교수                          |
| 1997                                                     | 짐 크레이스           | 《사십 일》                                      |                                            | 질리언 비어           | - 레이철 빌링턴 - 제이슨 카울리 - 잰 댈리 - 댄 제이컵슨 교수                          |
| 1997                                                     | 믹 잭슨               | 《언더그라운드 맨》                              | 생각의 나무(2009)                          | 질리언 비어           | - 레이철 빌링턴 - 제이슨 카울리 - 잰 댈리 - 댄 제이컵슨 교수                          |
| 1997                                                     | 버나드 매클래버티     | 《Grace Notes》                                  |                                            | 질리언 비어           | - 레이철 빌링턴 - 제이슨 카울리 - 잰 댈리 - 댄 제이컵슨 교수                          |
| 1997                                                     | 팀 파크스             | 《Europa》                                       |                                            | 질리언 비어           | - 레이철 빌링턴 - 제이슨 카울리 - 잰 댈리 - 댄 제이컵슨 교수                          |
| 1997                                                     | 매들린 세인트존       | 《The Essence of the Thing》                     |                                            | 질리언 비어           | - 레이철 빌링턴 - 제이슨 카울리 - 잰 댈리 - 댄 제이컵슨 교수                          |
| 1998                                                     | 이언 매큐언           | 《암스테르담》                                   | 현대문학(1999) 미디어 2.0(2008)            | 더글러스 허드         | - 밸런타인 커닝엄 교수 - 퍼넬러피 피츠제럴드 - 미리엄 그로스 - Nigella Lawson         |
| 1998                                                     | 베릴 베인브리지       | 《마스터 조지》                                  |                                            | 더글러스 허드         | - 밸런타인 커닝엄 교수 - 퍼넬러피 피츠제럴드 - 미리엄 그로스 - Nigella Lawson         |
| 1998                                                     | 줄리언 반스           | 《잉글랜드, 잉글랜드》                           |                                            | 더글러스 허드         | - 밸런타인 커닝엄 교수 - 퍼넬러피 피츠제럴드 - 미리엄 그로스 - Nigella Lawson         |
| 1998                                                     | 마틴 부스             | 《The Industry of Souls》                        |                                            | 더글러스 허드         | - 밸런타인 커닝엄 교수 - 퍼넬러피 피츠제럴드 - 미리엄 그로스 - Nigella Lawson         |
| 1998                                                     | 패트릭 매케이브       | 《Breakfast on Pluto》                           |                                            | 더글러스 허드         | - 밸런타인 커닝엄 교수 - 퍼넬러피 피츠제럴드 - 미리엄 그로스 - Nigella Lawson         |
| 1998                                                     | 매그너스 밀스         | 《The Restraint of Beasts》                      |                                            | 더글러스 허드         | - 밸런타인 커닝엄 교수 - 퍼넬러피 피츠제럴드 - 미리엄 그로스 - Nigella Lawson         |
| 1999                                                     | 존 맥스웰 쿳시        | 《추락》                                         | 동아일보사(2000, 2004)                     | 제럴드 코프먼         | - 세나 맥케이 - 존 서덜랜드 - 보이드 통킨 - 너태샤 월터                               |
| 1999                                                     | 아니타 데사이         | 《Fasting, Feasting》                            |                                            | 제럴드 코프먼         | - 세나 맥케이 - 존 서덜랜드 - 보이드 통킨 - 너태샤 월터                               |
| 1999                                                     | 마이클 프레인         | 《곤두박질》                                     | 열린책들(2004,2010)                        | 제럴드 코프먼         | - 세나 맥케이 - 존 서덜랜드 - 보이드 통킨 - 너태샤 월터                               |
| 1999                                                     | 앤드루 오헤이건       | 《Our Fathers》                                  |                                            | 제럴드 코프먼         | - 세나 맥케이 - 존 서덜랜드 - 보이드 통킨 - 너태샤 월터                               |
| 1999                                                     | 아다프 수에이프       | 《The Map of Love》                              |                                            | 제럴드 코프먼         | - 세나 맥케이 - 존 서덜랜드 - 보이드 통킨 - 너태샤 월터                               |
| 1999                                                     | 콜름 토이빈           | 《블랙워터 등대선》                              |                                            | 제럴드 코프먼         | - 세나 맥케이 - 존 서덜랜드 - 보이드 통킨 - 너태샤 월터                               |
| 2000                                                     | 마거릿 애트우드       | 《눈먼 암살자》                                  | 민음사(2010)                               | 사이먼 젱킨스         | - R. F. 포스터 - 마리엘라 프로스트룹 - 캐럴라인 개스코인 - 로즈 트러메인              |
| 2000                                                     | 트레차 아초파르디     | 《The Hiding Place》                             |                                            | 사이먼 젱킨스         | - R. F. 포스터 - 마리엘라 프로스트룹 - 캐럴라인 개스코인 - 로즈 트러메인              |
| 2000                                                     | 마이클 콜린스         | 《The Keepers of Truth》                         |                                            | 사이먼 젱킨스         | - R. F. 포스터 - 마리엘라 프로스트룹 - 캐럴라인 개스코인 - 로즈 트러메인              |
| 2000                                                     | 가즈오 이시구로       | 《우리가 고아였을 때》                           | 민음사(2015)                               | 사이먼 젱킨스         | - R. F. 포스터 - 마리엘라 프로스트룹 - 캐럴라인 개스코인 - 로즈 트러메인              |
| 2000                                                     | 매슈 닐               | 《English Passengers》                           |                                            | 사이먼 젱킨스         | - R. F. 포스터 - 마리엘라 프로스트룹 - 캐럴라인 개스코인 - 로즈 트러메인              |
| 2000                                                     | 브라이언 오도허티     | 《The Deposition of Father McGreevy》            |                                            | 사이먼 젱킨스         | - R. F. 포스터 - 마리엘라 프로스트룹 - 캐럴라인 개스코인 - 로즈 트러메인              |
| 2001                                                     | 피터 케리             | 《True History of the Kelly Gang》               |                                            | 케네스 베이커         | - 필립 헨셔 - 미셸 로버츠 - 케이트 서머스케일 - 로리 왓슨                             |
| 2001                                                     | 이언 매큐언           | 《속죄》                                         | 문학동네(2003)                             | 케네스 베이커         | - 필립 헨셔 - 미셸 로버츠 - 케이트 서머스케일 - 로리 왓슨                             |
| 2001                                                     | 앤드루 밀러           | 《산소》                                         |                                            | 케네스 베이커         | - 필립 헨셔 - 미셸 로버츠 - 케이트 서머스케일 - 로리 왓슨                             |
| 2001                                                     | 데이비드 미첼         | 《넘버 나인 드림》                               | 문학동네(2012)                             | 케네스 베이커         | - 필립 헨셔 - 미셸 로버츠 - 케이트 서머스케일 - 로리 왓슨                             |
| 2001                                                     | 레이첼 시퍼트         | 《The Dark Room》                                |                                            | 케네스 베이커         | - 필립 헨셔 - 미셸 로버츠 - 케이트 서머스케일 - 로리 왓슨                             |
| 2001                                                     | 앨리 스미스           | 《호텔 월드》                                    | 열린책들(2011)                             | 케네스 베이커         | - 필립 헨셔 - 미셸 로버츠 - 케이트 서머스케일 - 로리 왓슨                             |
| 2002                                                     | 얀 마텔               | 《파이 이야기》                                  | 작가정신(2004, 2008)                       | 리사 자딘             | - 데이빗 배디엘 - 러셀 셀린 존스 - 샐리 비커스 - 에리카 와그너                        |
| 2002                                                     | 로힌턴 미스트리       | 《가족 문제》                                    | 도서출판 아시아(2014)                      | 리사 자딘             | - 데이빗 배디엘 - 러셀 셀린 존스 - 샐리 비커스 - 에리카 와그너                        |
| 2002                                                     | 캐럴 실즈             | 《가장 가깝지만 가장 알 수 없는 그녀》           | 민음사(2009)                               | 리사 자딘             | - 데이빗 배디엘 - 러셀 셀린 존스 - 샐리 비커스 - 에리카 와그너                        |
| 2002                                                     | 윌리엄 트레버         | 《루시 골트 이야기》                             | 한겨레출판(2017)                           | 리사 자딘             | - 데이빗 배디엘 - 러셀 셀린 존스 - 샐리 비커스 - 에리카 와그너                        |
| 2002                                                     | 세라 워터스           | 《핑거스미스》                                   | 열린책들(2006,2016)                        | 리사 자딘             | - 데이빗 배디엘 - 러셀 셀린 존스 - 샐리 비커스 - 에리카 와그너                        |
| 2002                                                     | 팀 윈턴               | 《Dirt Music》                                   |                                            | 리사 자딘             | - 데이빗 배디엘 - 러셀 셀린 존스 - 샐리 비커스 - 에리카 와그너                        |
| 2003                                                     | DBC 피에르            | 《버논 갓 리틀》                                 | 북폴리오(2004)                             | 존 케리               | - A. C. 그레일링 - 프랜신 스톡 - 리베카 스티븐스 MBE - D. J. 테일러                   |
| 2003                                                     | 모니카 알리           | 《Brick Lane》                                   |                                            | 존 케리               | - A. C. 그레일링 - 프랜신 스톡 - 리베카 스티븐스 MBE - D. J. 테일러                   |
| 2003                                                     | 마거릿 애트우드       | 《오릭스와 크레이크》                            | 민음사(2019)                               | 존 케리               | - A. C. 그레일링 - 프랜신 스톡 - 리베카 스티븐스 MBE - D. J. 테일러                   |
| 2003                                                     | 데이먼 갈구트         | 《The Good Doctor》                              |                                            | 존 케리               | - A. C. 그레일링 - 프랜신 스톡 - 리베카 스티븐스 MBE - D. J. 테일러                   |
| 2003                                                     | 조이 헬러             | 《Notes on a Scandal》                           |                                            | 존 케리               | - A. C. 그레일링 - 프랜신 스톡 - 리베카 스티븐스 MBE - D. J. 테일러                   |
| 2003                                                     | 클레어 모랄           | 《Astonishing Splashes of Colour》               |                                            | 존 케리               | - A. C. 그레일링 - 프랜신 스톡 - 리베카 스티븐스 MBE - D. J. 테일러                   |
| 2004                                                     | 앨런 홀링허스트       | 《아름다움의 선》                                | 창비(2018)                                 | 크리스 스미스         | - Tibor Fischer - 로버트 맥팔레인 - 로언 펠링 - 피암메타 로코                         |
| 2004                                                     | 아크맛 댕거           | 《Bitter Fruit》                                 |                                            | 크리스 스미스         | - Tibor Fischer - 로버트 맥팔레인 - 로언 펠링 - 피암메타 로코                         |
| 2004                                                     | 세라 홀               | 《The Electric Michelangelo》                    |                                            | 크리스 스미스         | - Tibor Fischer - 로버트 맥팔레인 - 로언 펠링 - 피암메타 로코                         |
| 2004                                                     | 데이비드 미첼         | 《클라우드 아틀라스》                            | 문학동네(2010)                             | 크리스 스미스         | - Tibor Fischer - 로버트 맥팔레인 - 로언 펠링 - 피암메타 로코                         |
| 2004                                                     | 콜름 토이빈           | 《거장》                                         |                                            | 크리스 스미스         | - Tibor Fischer - 로버트 맥팔레인 - 로언 펠링 - 피암메타 로코                         |
| 2004                                                     | 제라드 우드워드       | 《I'll Go to Bed at Noon》                       |                                            | 크리스 스미스         | - Tibor Fischer - 로버트 맥팔레인 - 로언 펠링 - 피암메타 로코                         |
| 2005                                                     | 존 밴빌               | 《바다》                                         | 랜덤하우스코리아(2007) 문학동네(2016)      | 존 서덜랜드           | - Lindsay Duguid - Rick Gekoski - 조지핀 하트 - 데이비드 섹스턴                       |
| 2005                                                     | 줄리언 반스           | 《용감한 친구들》                                | 다산책방(2015)                             | 존 서덜랜드           | - Lindsay Duguid - Rick Gekoski - 조지핀 하트 - 데이비드 섹스턴                       |
| 2005                                                     | 서배스천 배리         | 《머나먼 길》                                    |                                            | 존 서덜랜드           | - Lindsay Duguid - Rick Gekoski - 조지핀 하트 - 데이비드 섹스턴                       |
| 2005                                                     | 가즈오 이시구로       | 《나를 보내지 마》                               | 민음사(2009)                               | 존 서덜랜드           | - Lindsay Duguid - Rick Gekoski - 조지핀 하트 - 데이비드 섹스턴                       |
| 2005                                                     | 앨리 스미스           | 《우연한 방문객》                                | 랜덤하우스코리아(2010)                     | 존 서덜랜드           | - Lindsay Duguid - Rick Gekoski - 조지핀 하트 - 데이비드 섹스턴                       |
| 2005                                                     | 제이디 스미스         | 《온 뷰티》                                      | 민음사(2017)                               | 존 서덜랜드           | - Lindsay Duguid - Rick Gekoski - 조지핀 하트 - 데이비드 섹스턴                       |
| 2006                                                     | 키란 데사이           | 《상실의 상속》                                  | 이레(2008)                                 | 허마이어니 리         | - 사이먼 아미티지 - 캔디아 매퀼리엄 - 앤터니 퀸 - 피오나 쇼                           |
| 2006                                                     | 케이트 그렌빌         | 《The Secret River》                             |                                            | 허마이어니 리         | - 사이먼 아미티지 - 캔디아 매퀼리엄 - 앤터니 퀸 - 피오나 쇼                           |
| 2006                                                     | M. J. 하일랜드        | 《Carry Me Down》                                |                                            | 허마이어니 리         | - 사이먼 아미티지 - 캔디아 매퀼리엄 - 앤터니 퀸 - 피오나 쇼                           |
| 2006                                                     | 히샴 마타르           | 《In the Country of Men》                        |                                            | 허마이어니 리         | - 사이먼 아미티지 - 캔디아 매퀼리엄 - 앤터니 퀸 - 피오나 쇼                           |
| 2006                                                     | 에드워드 세인트 오빈  | 《Mother's Milk》                                |                                            | 허마이어니 리         | - 사이먼 아미티지 - 캔디아 매퀼리엄 - 앤터니 퀸 - 피오나 쇼                           |
| 2006                                                     | 세라 워터스           | 《나이트워치》                                   |                                            | 허마이어니 리         | - 사이먼 아미티지 - 캔디아 매퀼리엄 - 앤터니 퀸 - 피오나 쇼                           |
| 2007                                                     | 앤 엔라이트           | 《개더링》                                       | 랜덤하우스코리아(2008)                     | 하워드 데이비스       | - 웬디 코프 - 자일스 포든 - 루스 스커 - 이모젠 스텁스                                 |
| 2007                                                     | 니컬라 바커           | 《Darkmans》                                     |                                            | 하워드 데이비스       | - 웬디 코프 - 자일스 포든 - 루스 스커 - 이모젠 스텁스                                 |
| 2007                                                     | 모신 하미드           | 《주저하는 근본주의자》                          | 민음사(2012)                               | 하워드 데이비스       | - 웬디 코프 - 자일스 포든 - 루스 스커 - 이모젠 스텁스                                 |
| 2007                                                     | 로이드 존스           | 《Mister Pip》                                   |                                            | 하워드 데이비스       | - 웬디 코프 - 자일스 포든 - 루스 스커 - 이모젠 스텁스                                 |
| 2007                                                     | 이언 매큐언           | 《체실 비치에서》                                | 문학동네(2008)                             | 하워드 데이비스       | - 웬디 코프 - 자일스 포든 - 루스 스커 - 이모젠 스텁스                                 |
| 2007                                                     | 인드라 신하           | 《Animal's People》                              |                                            | 하워드 데이비스       | - 웬디 코프 - 자일스 포든 - 루스 스커 - 이모젠 스텁스                                 |
| 2008                                                     | 아라빈드 아디가       | 《화이트 타이거》                                | 베가북스(2009)                             | 마이클 포틸로         | - 앨릭스 클라크 - Louise Doughty - 제임스 헤니지 - 하디프 싱 콜리                     |
| 2008                                                     | 서배스천 배리         | 《비밀성서》                                     | 사피엔스21(2010)                           | 마이클 포틸로         | - 앨릭스 클라크 - Louise Doughty - 제임스 헤니지 - 하디프 싱 콜리                     |
| 2008                                                     | 아미타브 고시         | 《Sea of Poppies》                               |                                            | 마이클 포틸로         | - 앨릭스 클라크 - Louise Doughty - 제임스 헤니지 - 하디프 싱 콜리                     |
| 2008                                                     | 린다 그랜트           | 《The Clothes on Their Backs》                   |                                            | 마이클 포틸로         | - 앨릭스 클라크 - Louise Doughty - 제임스 헤니지 - 하디프 싱 콜리                     |
| 2008                                                     | 필립 헨셔             | 《The Northern Clemency》                        |                                            | 마이클 포틸로         | - 앨릭스 클라크 - Louise Doughty - 제임스 헤니지 - 하디프 싱 콜리                     |
| 2008                                                     | 스티브 톨츠           | 《A Fraction of the Whole》                      |                                            | 마이클 포틸로         | - 앨릭스 클라크 - Louise Doughty - 제임스 헤니지 - 하디프 싱 콜리                     |
| 2009                                                     | 힐러리 맨틀           | 《울프 홀》                                      | 올(2010)                                   | 제임스 노티           | - 루카스타 밀러 - 존 멀런 - 수 퍼킨스 - 마이클 프로저                                 |
| 2009                                                     | A. S. 바이엇          | 《The Children's Book》                          |                                            | 제임스 노티           | - 루카스타 밀러 - 존 멀런 - 수 퍼킨스 - 마이클 프로저                                 |
| 2009                                                     | 존 맥스웰 쿳시        | 《서머타임》                                     | 문학동네(2019)                             | 제임스 노티           | - 루카스타 밀러 - 존 멀런 - 수 퍼킨스 - 마이클 프로저                                 |
| 2009                                                     | 애덤 파울즈           | 《The Quickening Maze》                          |                                            | 제임스 노티           | - 루카스타 밀러 - 존 멀런 - 수 퍼킨스 - 마이클 프로저                                 |
| 2009                                                     | 사이먼 마워           | 《The Glass Room》                               |                                            | 제임스 노티           | - 루카스타 밀러 - 존 멀런 - 수 퍼킨스 - 마이클 프로저                                 |
| 2009                                                     | 세라 워터스           | 《리틀 스트레인저》                              | 문학동네(2015)                             | 제임스 노티           | - 루카스타 밀러 - 존 멀런 - 수 퍼킨스 - 마이클 프로저                                 |
| 2010                                                     | 하워드 제이컵슨       | 《영국 남자의 문제》                             | 은행나무(2012)                             | 앤드루 모션           | - 로지 블라우 - 데버라 불 - 톰 섯클리프 - 프랜시스 윌슨                               |
| 2010                                                     | 피터 케리             | 《Parrot and Olivier in America》                |                                            | 앤드루 모션           | - 로지 블라우 - 데버라 불 - 톰 섯클리프 - 프랜시스 윌슨                               |
| 2010                                                     | 에마 도너휴           | 《룸》                                           | 아르테(2015)                               | 앤드루 모션           | - 로지 블라우 - 데버라 불 - 톰 섯클리프 - 프랜시스 윌슨                               |
| 2010                                                     | 데이먼 갈구트         | 《In a Strange Room》                            |                                            | 앤드루 모션           | - 로지 블라우 - 데버라 불 - 톰 섯클리프 - 프랜시스 윌슨                               |
| 2010                                                     | 앤드리아 레비         | 《The Long Song》                                |                                            | 앤드루 모션           | - 로지 블라우 - 데버라 불 - 톰 섯클리프 - 프랜시스 윌슨                               |
| 2010                                                     | 톰 매카시             | 《C》                                            |                                            | 앤드루 모션           | - 로지 블라우 - 데버라 불 - 톰 섯클리프 - 프랜시스 윌슨                               |
| 2011                                                     | 줄리언 반스           | 《예감은 틀리지 않는다》                         | 다산책방(2012)                             | 스텔라 리밍턴         | - 매튜 단코나 - 수전 힐 - 크리스 멀린 - 게이비 우드                                   |
| 2011                                                     | 캐럴 버치             | 《Jamrach's Menagerie》                          |                                            | 스텔라 리밍턴         | - 매튜 단코나 - 수전 힐 - 크리스 멀린 - 게이비 우드                                   |
| 2011                                                     | 패트릭 디윗           | 《시스터스 브라더스》                            | 문학동네(2019)                             | 스텔라 리밍턴         | - 매튜 단코나 - 수전 힐 - 크리스 멀린 - 게이비 우드                                   |
| 2011                                                     | 에시 에두잔           | 《하프-블러드 블루스》                           |                                            | 스텔라 리밍턴         | - 매튜 단코나 - 수전 힐 - 크리스 멀린 - 게이비 우드                                   |
| 2011                                                     | 스티븐 켈먼           | 《Pigeon English》                               |                                            | 스텔라 리밍턴         | - 매튜 단코나 - 수전 힐 - 크리스 멀린 - 게이비 우드                                   |
| 2011                                                     | 앤드루 밀러           | 《Snowdrops》                                    |                                            | 스텔라 리밍턴         | - 매튜 단코나 - 수전 힐 - 크리스 멀린 - 게이비 우드                                   |
| 2012                                                     | 힐러리 맨틀           | 《튜더스, 앤불린의 몰락》                        | 북플라자(2015)                             | Sir 피터 스토타드     | - 다이나 버치 - 댄 스티븐스 - 어맨다 포먼 - 바라트 탄돈                               |
| 2012                                                     | 데버라 레비           | 《Swimming Home》                                |                                            | Sir 피터 스토타드     | - 다이나 버치 - 댄 스티븐스 - 어맨다 포먼 - 바라트 탄돈                               |
| 2012                                                     | 앨리슨 무어           | 《The Lighthouse》                               |                                            | Sir 피터 스토타드     | - 다이나 버치 - 댄 스티븐스 - 어맨다 포먼 - 바라트 탄돈                               |
| 2012                                                     | 윌 셀프               | 《Umbrella》                                     |                                            | Sir 피터 스토타드     | - 다이나 버치 - 댄 스티븐스 - 어맨다 포먼 - 바라트 탄돈                               |
| 2012                                                     | 탄 트완 엥            | 《해 질 무렵 안개 정원》                         | 자음과모음(2016)                           | Sir 피터 스토타드     | - 다이나 버치 - 댄 스티븐스 - 어맨다 포먼 - 바라트 탄돈                               |
| 2012                                                     | 짓 타이올             | 《Narcopolis》                                   |                                            | Sir 피터 스토타드     | - 다이나 버치 - 댄 스티븐스 - 어맨다 포먼 - 바라트 탄돈                               |
| 2013                                                     | 엘러노어 캐턴         | 《루미너리스》                                   | 다산책방(2016)                             | 로버트 맥팔레인       | - 마사 키어니 - 스튜어트 켈리 - 내털리 헤인스 - 로버트 더글러스페어허스트             |
| 2013                                                     | 노바이올렛 불라와요   | 《우리에겐 새 이름이 필요해》                    | 문학동네(2016)                             | 로버트 맥팔레인       | - 마사 키어니 - 스튜어트 켈리 - 내털리 헤인스 - 로버트 더글러스페어허스트             |
| 2013                                                     | 짐 크레이스           | 《Harvest》                                      |                                            | 로버트 맥팔레인       | - 마사 키어니 - 스튜어트 켈리 - 내털리 헤인스 - 로버트 더글러스페어허스트             |
| 2013                                                     | 줌파 라히리           | 《저지대》                                       | 마음산책(2013)                             | 로버트 맥팔레인       | - 마사 키어니 - 스튜어트 켈리 - 내털리 헤인스 - 로버트 더글러스페어허스트             |
| 2013                                                     | 루스 오제키           | 《내가 너를 구할 수 있을까》                     | 엘리(2016)                                 | 로버트 맥팔레인       | - 마사 키어니 - 스튜어트 켈리 - 내털리 헤인스 - 로버트 더글러스페어허스트             |
| 2013                                                     | 콜름 토이빈           | 《마리아서》                                     |                                            | 로버트 맥팔레인       | - 마사 키어니 - 스튜어트 켈리 - 내털리 헤인스 - 로버트 더글러스페어허스트             |
| 2014                                                     | 리처드 플래너건       | 《먼 북으로 가는 좁은 길》                       | 문학동네(2018)                             | AC 그레일링           | - 세라 처치웰 - 조너선 베이트 - 대니얼 글레이저 - 앨러스터 니븐 - 에리카 와그너       |
| 2014                                                     | 조슈아 페리스         | 《일어나라! 불멸의 밤을 넘어》                   | 박하(2015)                                 | AC 그레일링           | - 세라 처치웰 - 조너선 베이트 - 대니얼 글레이저 - 앨러스터 니븐 - 에리카 와그너       |
| 2014                                                     | 캐런 조이 파울러      | 《우리는 누구나 정말로 어찌할 바를 모르고 있다》 | 현대문학(2016)                             | AC 그레일링           | - 세라 처치웰 - 조너선 베이트 - 대니얼 글레이저 - 앨러스터 니븐 - 에리카 와그너       |
| 2014                                                     | 하워드 제이컵슨       | 《J》                                            |                                            | AC 그레일링           | - 세라 처치웰 - 조너선 베이트 - 대니얼 글레이저 - 앨러스터 니븐 - 에리카 와그너       |
| 2014                                                     | 닐 무케르지           | 《The Lives of Others》                          |                                            | AC 그레일링           | - 세라 처치웰 - 조너선 베이트 - 대니얼 글레이저 - 앨러스터 니븐 - 에리카 와그너       |
| 2014                                                     | 앨리 스미스           | 《둘 다일 수 있는 방법》                         |                                            | AC 그레일링           | - 세라 처치웰 - 조너선 베이트 - 대니얼 글레이저 - 앨러스터 니븐 - 에리카 와그너       |
| 2015                                                     | 말런 제임스           | 《일곱 건의 살인에 대한 간략한 역사》            | 문학동네(2016)                             | 마이클 우드           | - 존 번사이드 - 샘 리스 - 프랜시스 오스본 - 엘라 와카타마 올프리                      |
| 2015                                                     | 톰 매카시             | 《Satin Island》                                 |                                            | 마이클 우드           | - 존 번사이드 - 샘 리스 - 프랜시스 오스본 - 엘라 와카타마 올프리                      |
| 2015                                                     | 치고지에 오비오마     | 《어부들》                                       | 은행나무(2021)                             | 마이클 우드           | - 존 번사이드 - 샘 리스 - 프랜시스 오스본 - 엘라 와카타마 올프리                      |
| 2015                                                     | 선지브 사호타         | 《The Year of the Runaways》                     |                                            | 마이클 우드           | - 존 번사이드 - 샘 리스 - 프랜시스 오스본 - 엘라 와카타마 올프리                      |
| 2015                                                     | 앤 타일러             | 《파란 실타래》                                  | 인빅투스(2015)                             | 마이클 우드           | - 존 번사이드 - 샘 리스 - 프랜시스 오스본 - 엘라 와카타마 올프리                      |
| 2015                                                     | 한야 야나기하라       | 《리틀 라이프》                                  | 시공사(2016)                               | 마이클 우드           | - 존 번사이드 - 샘 리스 - 프랜시스 오스본 - 엘라 와카타마 올프리                      |
| 2016                                                     | 폴 비티               | 《배반》                                         | 열린책들(2017)                             | 어맨다 포먼           | - 존 데이 - 데이비드 하센트 - 올리비아 윌리엄스 - 압둘라자크 구르나                   |
| 2016                                                     | 데버라 레비           | 《Hot Milk》                                     |                                            | 어맨다 포먼           | - 존 데이 - 데이비드 하센트 - 올리비아 윌리엄스 - 압둘라자크 구르나                   |
| 2016                                                     | 그레임 맥레이 버넷    | 《블러디 프로젝트》                              | 열린책들(2019)                             | 어맨다 포먼           | - 존 데이 - 데이비드 하센트 - 올리비아 윌리엄스 - 압둘라자크 구르나                   |
| 2016                                                     | 오테사 모시페그       | 《아일린》                                       | 문학동네(2019)                             | 어맨다 포먼           | - 존 데이 - 데이비드 하센트 - 올리비아 윌리엄스 - 압둘라자크 구르나                   |
| 2016                                                     | 데이비드 솔로이       | 《올 댓 맨 이즈》                                | 문학동네(2019)                             | 어맨다 포먼           | - 존 데이 - 데이비드 하센트 - 올리비아 윌리엄스 - 압둘라자크 구르나                   |
| 2016                                                     | 매들린 티엔           | 《Do Not Say We Have Nothing》                   |                                            | 어맨다 포먼           | - 존 데이 - 데이비드 하센트 - 올리비아 윌리엄스 - 압둘라자크 구르나                   |
| 2017                                                     | 조지 손더스           | 《바르도의 링컨》                                | 문학동네(2018)                             | 롤라 영               | - 릴라 아잠 장가네흐 - 세라 홀 - 콜린 터브론 - 톰 필립스                              |
| 2017                                                     | 폴 오스터             | 《4 3 2 1》                                      |                                            | 롤라 영               | - 릴라 아잠 장가네흐 - 세라 홀 - 콜린 터브론 - 톰 필립스                              |
| 2017                                                     | 에밀리 프리들런드     | 《늑대의 역사》                                  |                                            | 롤라 영               | - 릴라 아잠 장가네흐 - 세라 홀 - 콜린 터브론 - 톰 필립스                              |
| 2017                                                     | 모신 하미드           | 《서쪽으로》                                     | 문학수첩(2019)                             | 롤라 영               | - 릴라 아잠 장가네흐 - 세라 홀 - 콜린 터브론 - 톰 필립스                              |
| 2017                                                     | 피오나 모즐리         | 《Elmet》《엘멧》                                | 문학동네(2021)                             | 롤라 영               | - 릴라 아잠 장가네흐 - 세라 홀 - 콜린 터브론 - 톰 필립스                              |
| 2017                                                     | 앨리 스미스           | 《가을》                                         | 민음사(2019)                               | 롤라 영               | - 릴라 아잠 장가네흐 - 세라 홀 - 콜린 터브론 - 톰 필립스                              |
| 2018                                                     | 애나 번스             | 《밀크맨》                                       | 창비(2019)                                 | 콰메 앤서니 애피아    | - 밸 맥더미드 - 리오 롭슨 - 리안 섑턴 - 재클린 로즈                                   |
| 2018                                                     | 에시 에두잔           | 《워싱턴 블랙》                                  |                                            | 콰메 앤서니 애피아    | - 밸 맥더미드 - 리오 롭슨 - 리안 섑턴 - 재클린 로즈                                   |
| 2018                                                     | 데이지 존슨           | 《Everything Under》                             |                                            | 콰메 앤서니 애피아    | - 밸 맥더미드 - 리오 롭슨 - 리안 섑턴 - 재클린 로즈                                   |
| 2018                                                     | 레이철 쿠슈너         | 《The Mars Room》                                |                                            | 콰메 앤서니 애피아    | - 밸 맥더미드 - 리오 롭슨 - 리안 섑턴 - 재클린 로즈                                   |
| 2018                                                     | 리처드 파워스         | 《오버스토리》                                   | 은행나무(2019)                             | 콰메 앤서니 애피아    | - 밸 맥더미드 - 리오 롭슨 - 리안 섑턴 - 재클린 로즈                                   |
| 2018                                                     | 로빈 로버트슨         | 《The Long Take》                                |                                            | 콰메 앤서니 애피아    | - 밸 맥더미드 - 리오 롭슨 - 리안 섑턴 - 재클린 로즈                                   |
| 2019                                                     | 마거릿 애트우드       | 《증언들》                                       | 황금가지(2020)                             | 피터 플로렌스         | - 아푸아 허시 - 리즈 콜더 - 궈샤오루 - 조애나 맥그레거                                |
| 2019                                                     | 버나딘 에바리스토     | 《소녀, 여자, 다른 사람들》                      | 비채(2020)                                 | 피터 플로렌스         | - 아푸아 허시 - 리즈 콜더 - 궈샤오루 - 조애나 맥그레거                                |
| 2019                                                     | 루시 엘먼             | 《덕스, 뉴베리포트》                             |                                            | 피터 플로렌스         | - 아푸아 허시 - 리즈 콜더 - 궈샤오루 - 조애나 맥그레거                                |
| 2019                                                     | 치고지에 오비오마     | 《마이너리티 오케스트라》                        | 은행나무(2019)                             | 피터 플로렌스         | - 아푸아 허시 - 리즈 콜더 - 궈샤오루 - 조애나 맥그레거                                |
| 2019                                                     | 살만 루슈디           | 《키호테》                                       |                                            | 피터 플로렌스         | - 아푸아 허시 - 리즈 콜더 - 궈샤오루 - 조애나 맥그레거                                |
| 2019                                                     | 엘리프 샤팍           | 《이상한 세상의 10분 38초》                      |                                            | 피터 플로렌스         | - 아푸아 허시 - 리즈 콜더 - 궈샤오루 - 조애나 맥그레거                                |
| 2020                                                     | 더글러스 스튜어트     | 《셔기 베인》                                    | 코호북스(2021)                             | 마거릿 버즈비         | - 리 차일드 - 렘 시세이 - 사미르 라힘 - 에밀리 윌슨                                   |
| 2020                                                     | 다이앤 쿡             | 《새로운 황야》                                  |                                            | 마거릿 버즈비         | - 리 차일드 - 렘 시세이 - 사미르 라힘 - 에밀리 윌슨                                   |
| 2020                                                     | 치치 단가렘바         | 《애도할 만한 이 몸》                            |                                            | 마거릿 버즈비         | - 리 차일드 - 렘 시세이 - 사미르 라힘 - 에밀리 윌슨                                   |
| 2020                                                     | 아브니 도쉬           | 《번트 슈거》                                    |                                            | 마거릿 버즈비         | - 리 차일드 - 렘 시세이 - 사미르 라힘 - 에밀리 윌슨                                   |
| 2020                                                     | 마아자 멩기스트       | 《섀도우 킹》                                    |                                            | 마거릿 버즈비         | - 리 차일드 - 렘 시세이 - 사미르 라힘 - 에밀리 윌슨                                   |
| 2020                                                     | 브랜든 테일러         | 《리얼 라이프》                                  |                                            | 마거릿 버즈비         | - 리 차일드 - 렘 시세이 - 사미르 라힘 - 에밀리 윌슨                                   |
| 2021                                                     | 아누크 아루드프라가삼 | 《북쪽 통로》                                    |                                            | 마야 재서노프         | - 호레이샤 해러드 - 너태샤 매컬혼 - 치고지에 오비오마 - 로언 윌리엄스                 |
| 2021                                                     | 데이먼 갈구트         | 《The Promise》                                  |                                            | 마야 재서노프         | - 호레이샤 해러드 - 너태샤 매컬혼 - 치고지에 오비오마 - 로언 윌리엄스                 |
| 2021                                                     | 퍼트리샤 록우드       | 《No One Is Talking About This》                 |                                            | 마야 재서노프         | - 호레이샤 해러드 - 너태샤 매컬혼 - 치고지에 오비오마 - 로언 윌리엄스                 |
| 2021                                                     | 나디파 모하메드       | 《The Fortune Men》                              |                                            | 마야 재서노프         | - 호레이샤 해러드 - 너태샤 매컬혼 - 치고지에 오비오마 - 로언 윌리엄스                 |
| 2021                                                     | 리처드 파워스         | 《Bewilderment》                                 |                                            | 마야 재서노프         | - 호레이샤 해러드 - 너태샤 매컬혼 - 치고지에 오비오마 - 로언 윌리엄스                 |
| 2021                                                     | 매기 십스테드         | 《Great Circle》                                 |                                            | 마야 재서노프         | - 호레이샤 해러드 - 너태샤 매컬혼 - 치고지에 오비오마 - 로언 윌리엄스                 |

## 같이 보기
- 맨부커 국제상
- 러시아 부커상
- 맨 아시아 문학상(Man Asian Literary Prize)